# Politainment
Politainment, una palabra portmanteau compuesta por las palabras política y entretenimiento, describe tendencias en la política y los medios de comunicación de masas para amenizar los informes políticos y la cobertura de noticias utilizando elementos de las relaciones públicas para crear un nuevo tipo de comunicación política, basada en la idea de "la política como entretenimiento".
Politainment, aunque exteriormente enfatiza los aspectos políticos de la información comunicada, se basa en gran medida en técnicas de la cultura pop y el periodismo para hacer más accesible o convincente la información compleja y distraer la atención pública de temas políticamente desfavorables. Las interdependencias de los políticos y los medios de comunicación se conocen como el complejo político-mediático.
De dudosa virtud, la politainment está diseñada para compensar fácilmente la disminución en las cantidades de contenido y sustancia de políticas de un gobierno o un sistema determinados, brindando en lugar de estas mismas una serie de noticias con punzadas esencialmente sensacionalistas. Así pues, el politainment se sitúa al mismo nivel que el "edutainment"  o infoentretenimiento.
Los titulares típicos en los informes de politización o los medios de comunicación a veces argumentan sin rodeos y con ad hominems de una manera generalizada; tratan de enfatizar las virtudes y el carisma de un candidato ("xyz hará a Estados Unidos grande de nuevo") o vicios y debilidades (por denuncia: "xyz destrozará este país") de si rival. Este último ejemplo también se conoce como llamamiento al miedo. Las formas más moderadas hacen un uso extensivo del lenguaje metafórico impreciso (alegorías, metonimia, perifrases, kennings, etc.).
El politainment puede ser tanto un aspecto de comunicación de (1) políticos y spin-doctors para su propio beneficio y el obstáculo del adversario político o (2) una estrategia para editores de noticias, periodistas, etc., para promover su trabajo periodístico y medio.
El politainment puede ser un factor en la identificación de los partidos, influyendo en las elecciones de los votantes, por lo que paulatinamente se ha convertido en una herramienta indispensable en las campañas políticas y las elecciones nacionales y/o regionales. Como tal, también puede ser uno de los ingredientes -en apariencia inocuos, pero de graves consecuencias a largo plazo- en la manipulación de las masas, hasta formar incluso parte de la guerra política psicológica.

## Historia
El término politainment o infoentretenimiento político, se empezó a mencionar a finales de 1980 entre los teóricos, cuando se dieron cuenta de que las figuras políticas, en un intento de ampliar su público mediante las audiencias televisivas, dejaban de lado en su comunicación los aspectos serios de la información política, y se centraban en la parte más fría y superficial, llamativa para el espectador.
Durante los 90, se une la política con el entretenimiento cuando se dan cuenta de que el público busca información más sensacionalista que seria, y por lo tanto, las caras más visibles de la política se inician en este mundo mezclándose con personajes de los reality show más vistos y del mundo del corazón, empezando a aparecer en las revistas de prensa rosa o en programas de sátira política, ya sea mediante imitaciones de dicho personaje o en cameos. 
La relación entre política y espectáculo no era nueva, y Clifford Geertz, un antropólogo ya afirmó que todo político necesita una forma dramática de presentar las ideas injustas contra las que pretende luchar este durante su mandato. Esta dramatización y puesta en escena del poder político provocan que la sociedad política haya pasado a denominarse "sociedad del espectáculo".
El politainment, inicialmente se centraba en la comunicación televisiva, puesto que es la que causaba el mayor impacto, pero no era exclusiva a esta. Todos los medios de comunicación tradicionales (prensa, radio y televisión) empezaron a incluir apartados con soft news, es decir, noticias superficiales y anecdóticas sobre la política para satisfacer a los oyentes.
Durante la era digital, la viralidad del politainment es muy importante para captar la atención de un público que se encuentra muy disperso debido al gran número de opciones comunicativas que hay hoy en día. Así pues, se ha introducido la comunicación política en las redes sociales, dónde las figuras más importantes de este mundo mantienen una comunicación bidireccional con su público y nos muestran facetas de sus vidas que personifican al político y nos dan a entender que él es como el resto de ciudadanos.
Se descubrió cuando se retransmitió el primer debate político televisado en Estados Unidos, en el que participaron Nixon y Kennedy, que aquel que tenía más carisma y una mejor imagen personal frente a los medios resultaba ser el candidato más atractivo para los votantes. Así pues, Kennedy terminó ganando las elecciones debido a su buena presencia frente a los medios de comunicación.
Los políticos se han aprovechado de este hallazgo para forjarse una imagen buena frente a los medios y próxima respecto a la ciudadanía, empleando las redes sociales para comunicarse con ellos de forma personal y crearse una reputación de transparencia que fortalece la confianza entre el político y el votante. 
El uso de la comunicación mediante redes sociales también les ha permitido acercarse a públicos que a través de los medios tradicionales eran más complicados de alcanzar, como puede ser el público joven, o grupos de interés que no suelen consumir programas informativos en su día a día.  
Algunos investigadores discuten la posibilidad de que el politainment provoque que los ciudadanos se guíen más por la imagen que por la política cuando se deben tomar decisiones, y por tanto estas no sean hechas de la forma más racional y rigurosa posibles. A pesar de que el infoentretenimiento político ha servido para captar la atención de los públicos, este puede terminar derivando en escándalos de imagen personal si no se gestiona bien la fina línea entre la comunicación política de entretenimiento y la comunicación política estricta y más tradicional.
Se debe tener en cuenta también que la comunicación política de infoentretenimiento se gestiona de formas diferentes en hombres y en mujeres, puesto que el público tiene una idea distinta de cómo debe ser una mujer política y cómo debe ser un hombre político.